# ケープカナベラル宇宙軍施設第41発射施設

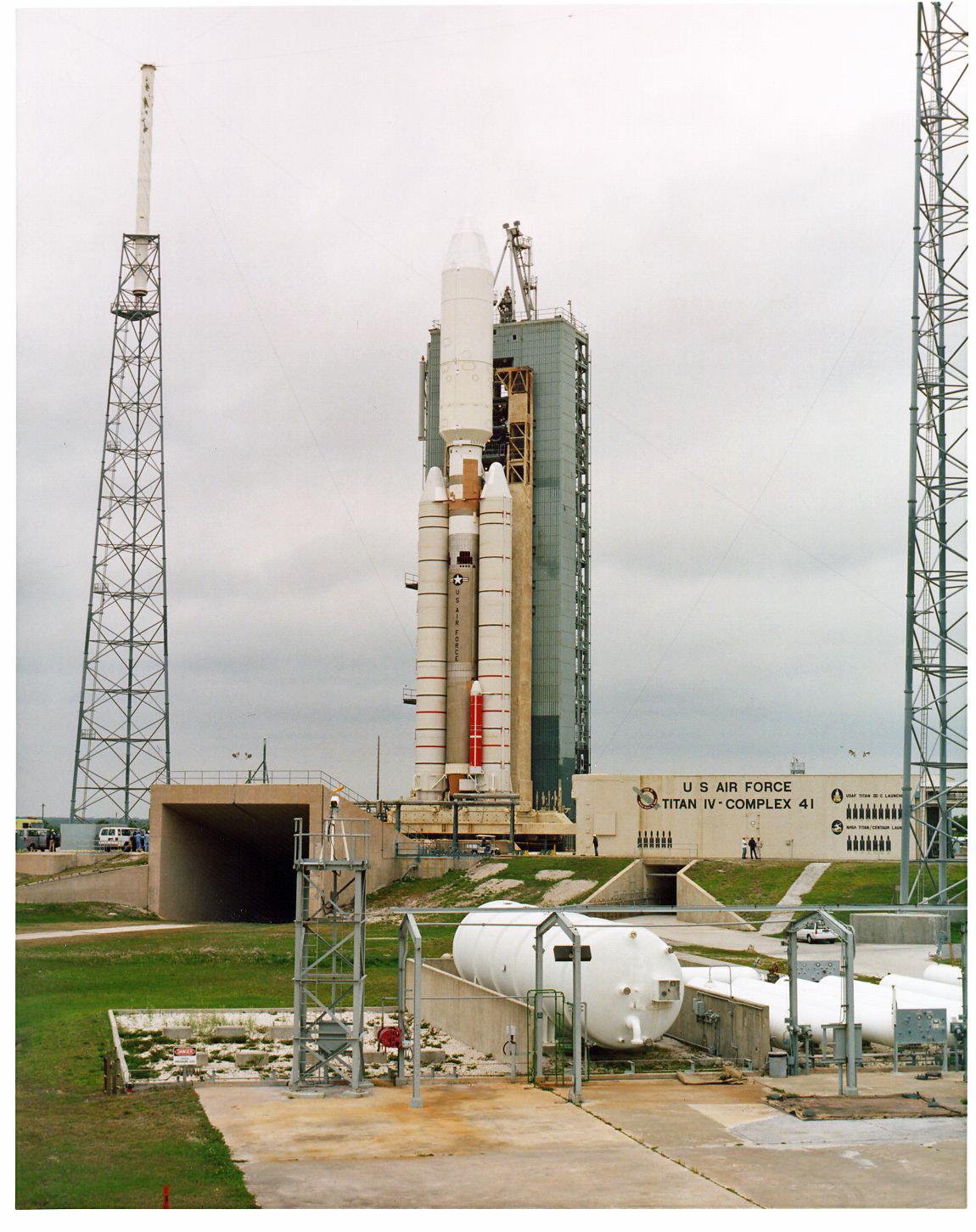
1996年、タイタンIVの打ち上げ

ケープカナベラル宇宙軍施設第41発射施設（ケープカナベラルうちゅうぐんしせつ だい41はっしゃしせつ、Cape Canaveral Space Force Station Space Launch Complex 41、SLC-41）は、フロリダ州のケープカナベラル宇宙軍施設 (CCAFS) の北端に存在する現役の発射台である。現在は、ユナイテッド・ローンチ・アライアンスがアトラスVの打ち上げのために用いている。以前は、アメリカ空軍がタイタンIIIとタイタンIVの打ち上げのために用いていた。

## タイタンIII
CCAFSのタイタンIII打ち上げ施設は、打ち上げ速度の向上を目的とした、「組み立て-移動-打ち上げアプローチ」の一環として建てられた。タイタンは発射台の外で組み立てられてペイロードと結合され、レールで2つの発射台のうちの1つに移動される。タイタンIIIの施設には、LC-40及びLC-41、Vertical Integration Buildingなどの組み立て棟、そしてCCAFSで最初の線路がある。施設は1964年に完成し、4機のペイロードを運ぶタイタンIIICのLC-41からの最初の打ち上げが1965年12月21日に行われた。

## タイタンIV
LC-41は、タイタンIVの処女飛行の発射台にもなった。最後のタイタンの打ち上げは1999年4月9日に行われ、タイタンIVBにより早期警戒衛星USA 142が軌道に乗せられた。この打ち上げは、慣性上段ロケットの分離に失敗してペイロードが静止トランスファ軌道に留まり、失敗に終わった。

## アトラスV
タイタンの最後の打ち上げの後にLC-41は改修され、2002年以降、LC-41はユナイテッド・ローンチ・アライアンスによってアトラスVの発射台として用いられている。LC-41からのアトラスVの処女飛行は、2002年8月21日に行われた。アトラスVは、ユーテルサットの静止通信衛星ホットバード6を軌道に運んだ。
アトラスVは、発射台の南にあるバーティカル・インテグレーション・ファシリティの移動式発射プラットフォームで垂直に組み立てられる。このプラットフォームは、打ち上げのおよそ1日前にレールで発射台に移動する。

## ペイロード
衛星に加え、1970年代にタイタンはいくつかのプローブをLC-41から打ち上げた。その中には、太陽を研究するヘリオスや火星を訪れるバイキング、深宇宙を目指すボイジャーなどがある。また、LC-41からアトラスVを用いて打ち上げられたより最近のプローブには、2004年12月のマーズ・リコネッサンス・オービター、2006年1月のニュー・ホライズンズ、2011年8月のジュノー、2011年11月のマーズ・サイエンス・ラボラトリーなどがある。